# 重庆红岩革命历史博物馆
重庆红岩革命历史博物馆，又称重庆红岩联线文化发展管理中心，简称红岩联线管理中心或者红岩博物馆，位于重庆市，是正局级事业单位。

## 简介
重庆红岩联线文化发展管理中心（重庆红岩革命历史博物馆）是全额拨款正局级事业单位，2007年1月挂牌成立。主要职责是“保护红岩革命历史文化遗址，研究发掘革命历史文化资源，宣传弘扬红岩精神，传播革命历史和科学文化知识。”2010年12月，重庆红岩联线文化发展管理中心成立重庆红岩文化产业集团，下辖7个子公司。
重庆红岩联线文化发展管理中心（重庆红岩革命历史博物馆）下辖红岩革命纪念馆、重庆歌乐山烈士陵园管理处（重庆歌乐山革命纪念馆）、中国民主党派历史陈列馆及其所属革命遗址群。截至2017年共计有不可移动文物遗址42处（其中对外开放24处），其中包括4批全国重点文物保护单位，1批国家级抗战纪念遗址，1批重庆市文物保护单位。截至2017年藏品文物超过10万件，其中国家一级文物227件、国家二级文物284件、国家三级文物2749件。
2008年3月26日，重庆红岩联线的14个红色景点全部免费开放，其中包括红岩魂陈列馆、渣滓洞监狱旧址、白公馆监狱旧址、松林坡旧址、中共中央南方局暨八路军重庆办事处旧址、红岩革命纪念馆、红岩魂广场等。
2012年，重庆红岩革命历史博物馆被国家文物局核定为第二批国家一级博物馆。重庆红岩联线文化发展管理中心（重庆红岩革命历史博物馆）还是国家4A级景区、全国十大红色旅游景区、全国爱国主义教育示范基地、全国统一战线史教育示范基地、全国廉政教育示范基地、国家国防教育示范基地、全国地方特色党性教育基地、全国机要系统革命传统教育基地、全国文化体制改革先进单位等。

## 馆藏一级文物
董必武题红岩革命纪念馆和曾家岩分馆、美国士兵赠送的像册、周恩来致范元甄的信、《棉花街壁报》、董必武的长大衣和公文包、童小鹏的照相机、《胡世合工友》纪念册、《新华日报》印刷机、吴玉章六十自述、邓颖超在1944年12月24日写给曾家岩五十号房东赵佩珊的信、“皖南事变”后港澳同胞为新四军将士制作的百幅、中共重庆市委1938年编印的《新党员必读》、南方局人员学过的20世纪30年代出版的“党团历史知识读本”、爱泼斯坦的记者证、中共南方工作委员会特别交通员张海萍1938年制作的相册、八路军重庆办事处女工作人员外出时共用的衣裙、王若飞等30余南方局和八路军重庆办事处的同志在1945年为将要离渝的赵继写下赠言的纪念册、周恩来的秘书李少石的重庆市居民身份证、吴玉章在抗战时期穿过的大衣、重庆出版的《新华日报》合订本、南方局经济组组长许涤新在红岩读过的《资本论》、国民参政会参政员吴玉章的出入证、南委事件中报警的铜锣、国民政府军事委员会宪兵司令张镇呈报给国民政府军政部部长陈诚的“参政员毛泽东在渝市之动态”、鲜英女儿鲜继桢保存的有各著名人士题词的纪念册、“民主之家”木匾、周建人保存的1949年9月中国人民政治协商会议筹备会编印的国旗图案参考资料、范朴斋日记、许德珩的诗稿手迹、刘伯承、邓小平、张际春、李达为哀悼杨虎城将军暨“11•27”被难烈士题写的挽联、黄显声在狱中自刻的印章、杨虎城写给杨茂三的信、杨虎城将军的佩剑、杨虎城国民党党证、许晓轩狱中寄爱人姜绮华的信、许晓轩狱中遗作“宁关不屈”、徐林侠狱中绣制的枕头套、黄显声狱中给儿子黄耀华的信、罗世文给罗汉才的信、江竹筠给竹安弟的信